# Snub Pollard
Snub Pollard (Melbourne, Australia, 9 de noviembre de 1889 - Burbank, California, 19 de enero de 1962) fue un cómico australiano del cine mudo y sonoro.
Nacido con el nombre de Harold Fraser, se incorporó en su juventud a un grupo teatral que arribó en 1910 a los Estados Unidos. En 1911 comenzó sus apariciones en el cine, siendo brevemente uno de los policías de la Keystone, para luego encontrar su primer papel destacado en la serie "Lonesome Luke", en la que trabajó como actor secundario de Harold Lloyd. Acompañó a este también en algunas de sus películas posteriores en la primera mitad de la década de 1920.
Sus cortometrajes y sus ocasionales largometrajes, alguno de ellos dirigidos por Charley Chase, y en los que hiciera pareja con la actriz Marie Mosquini, han sido hoy olvidados. Quizá el más conocido en los cineclubes sea "It's a Gift" (Es un obsequio) de 1923, en donde Pollard caracteriza a un inventor, que entre otras cosas maneja un auto propulsado por un imán.
La llegada del cine sonoro llevó a Pollard a papeles muy menores en películas diversas, como westerns, comedias, o incluso a participar en alguno de los cortos de los Tres Chiflados. También aparece como un músico en la película Candilejas (Limelight) de Charles Chaplin (1952). Trabajó prácticamente hasta su muerte en 1962.
Hoy Snub Pollard es recordado en el Paseo de la Fama de Hollywood por una estrella que se encuentra frente al 6415 1/2 de esa avenida.
Snub Pollard fue conocido en España y en América Latina como Chupitegui sobre todo durante la década de 1920.[cita requerida]